# سحلب سبيتزلي
سحلب سبيتزلي (باللاتينية: Orchis spitzelii) نوع نباتي ينتمي إلى جنس السحلب من الفصيلة السحلبية.

## الموئل والانتشار
موطن هذا النوع بلاد الشام والمغرب العربي وتركيا والقوقاز وبعض مناطق أوروبا.

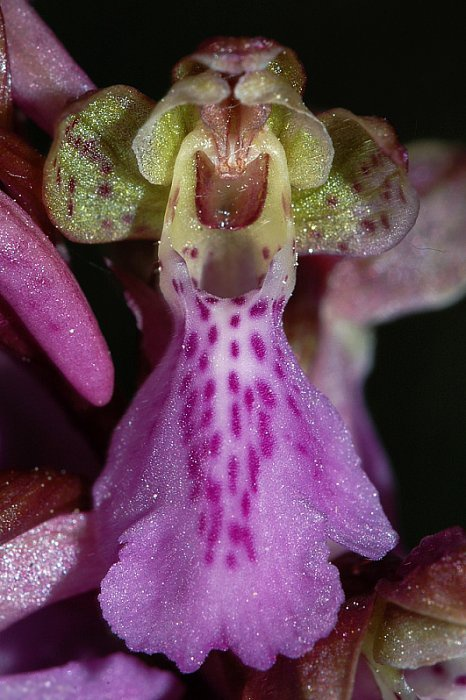
تقربب لزهرة سحلب سبيتزلي

## مرادفات للاسم العلمي
- (باللاتينية: Androrchis spitzelii (Saut. ex W.D.J.Koch) D.Tyteca & E.Klein)
- (باللاتينية: Androrchis spitzelii subsp. latiflora (B.Baumann & H.Baumann) W.Foelsche & Jakely)
- (باللاتينية: Androrchis spitzelii subsp. teschneriana (B.Baumann & H.Baumann) W.Foelsche & Jakely)
- (باللاتينية: Barlia spitzelii (Saut. ex W.D.J.Koch) Szlach.)
- (باللاتينية: Orchis bungii Hautz.)
- (باللاتينية: Orchis mrkvickana Velen.)
- (باللاتينية: Orchis orientalis (Rchb.f.) Klinge)
- (باللاتينية: Orchis patens var. atlantica Batt.)
- (باللاتينية: Orchis patens subsp. falcicalcarata Wildh.)
- (باللاتينية: Orchis patens var. fontanesii Rchb.f.)
- (باللاتينية: Orchis patens f. orientalis (Rchb.f.) E.G.Camus)
- (باللاتينية: Orchis patens subsp. orientalis (Rchb.f.) K.Richt.)
- (باللاتينية: Orchis patens var. orientalis Rchb.f.)
- (باللاتينية: Orchis patens subsp. spitzelii (Saut. ex W.D.J.Koch) Á.Löve & Kjellq.)
- (باللاتينية: Orchis patens var. spitzelii (Saut. ex W.D.J.Koch) Fiori & Paol.)
- (باللاتينية: Orchis patens var. viridifusca (Albov) Soó)
- (باللاتينية: Orchis spitzelii subsp. gotlandica (B.Pett.) Á.Löve & D.Löve)
- (باللاتينية: Orchis spitzelii var. gotlandica B.Pett.)
- (باللاتينية: Orchis spitzelii subsp. latiflora B.Baumann & H.Baumann)
- (باللاتينية: Orchis spitzelii f. sendtneri Rchb.f.)
- (باللاتينية: Orchis spitzelii subsp. spitzelii)
- (باللاتينية: Orchis spitzelii subsp. teschneriana B.Baumann & H.Baumann)
- (باللاتينية: Orchis spitzelii f. teschneriana (B.Baumann & H.Baumann) P.Delforge)